# Gostkowo (przystanek kolejowy)
Gostkowo – nieczynny kolejowy przystanek osobowy na linii nr 366 w Gostkowie, w województwie wielkopolskim, w Polsce.